# Tom Hanks
Thomas Jeffrey Hanks, detto Tom (Concord, 9 luglio 1956), è un attore, regista, sceneggiatore, produttore cinematografico e televisivo statunitense.

Firma di Tom Hanks

Riconosciuto come uno dei più noti volti della Nuova Hollywood, Tom Hanks è unanimemente considerato uno degli attori più versatili nel mondo cinematografico.
La sua carriera ha avuto inizio negli anni ottanta quando, interpretando la serie Henry e Kip, cominciò a esser conosciuto; da allora ha recitato in numerosi film ottenendo un grande successo di critica e di pubblico. Nel corso della sua carriera ha ricevuto sei candidature agli Oscar, ed è tra i soli due attori (insieme a Spencer Tracy) nella storia ad aver vinto due Oscar al miglior attore consecutivamente: nel 1994 per Philadelphia e nel 1995 per Forrest Gump.
Ha inoltre vinto cinque Golden Globe, di cui uno alla carriera, due Screen Actors Guild Award, cinque Emmy e un Orso d'argento al Festival di Berlino. Tra gli incarichi dal lui svolti c'è, a partire dal 2005, quello di vicepresidente dell'Academy, la società che ogni anno assegna i premi Oscar.

## Biografia

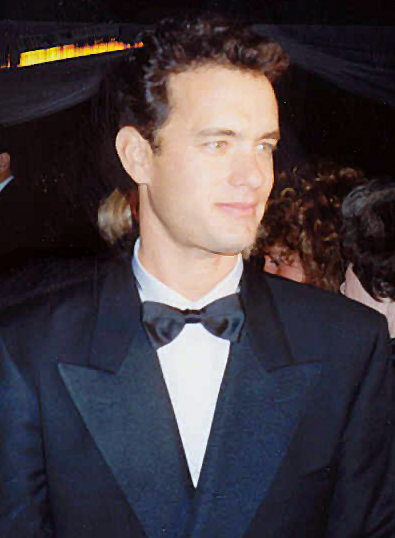
Tom Hanks ai Premi Oscar 1989

Tom Hanks nasce a Concord (California) da padre statunitense, Amos Mefford Hanks (un lontano discendente del 16º Presidente degli Stati Uniti Abraham Lincoln), di professione cuoco, e da madre statunitense di origini portoghesi, Janet Marylyn Frager, di professione infermiera. I suoi genitori hanno divorziato quando lui aveva 4 anni. Hanks ha studiato recitazione teatrale all'Università statale della California di Sacramento.

### Gli anni ottanta
Tom Hanks esordisce nel mondo dello spettacolo con la serie televisiva Henry e Kip e poi successivamente recita nell'episodio Vendetta tremenda vendetta della serie Happy Days, nella parte di un ragazzo che decide di vendicarsi di Fonzie, che lo aveva buttato dall'altalena quando erano all'asilo. Il vero e proprio esordio cinematografico avviene nel 1984, con il film Splash - Una sirena a Manhattan di Ron Howard; il film ottiene un successo sia di critica sia di pubblico, lanciando Hanks nel mondo di Hollywood. Nel corso degli anni Ottanta, recita in diverse commedie tra cui Casa, dolce casa?, Dirsi addio, La retata, Big (con il quale ottiene la prima candidatura all'Oscar), L'erba del vicino, Turner e il casinaro, che diventeranno il trampolino di lancio per i successivi film.

### Gli anni novanta e i due premi Oscar

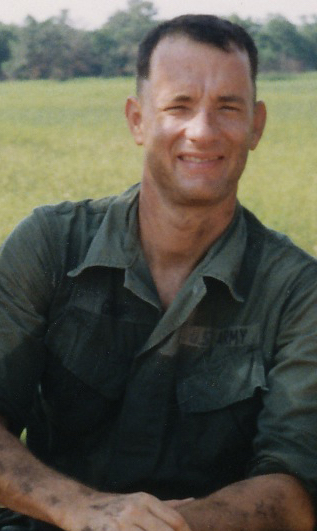
Tom Hanks sul set del film Forrest Gump (1994)

Nel 1990 è protagonista del film Il falò delle vanità, di Brian De Palma, che vede come protagonisti anche Bruce Willis, Melanie Griffith e Morgan Freeman. Il film è stato un flop sia a livello commerciale, sia di critica. Costato circa 47 milioni di dollari, ne ha guadagnati alla sua uscita appena 15 negli Stati Uniti. Molti critici non hanno apprezzato la scelta del cast, soprattutto la scelta di Tom Hanks nel ruolo di Sherman McCoy e Bruce Willis in quello di Peter Fallow.
Nel 1993 interpreta insieme con Meg Ryan Insonnia d'amore, dove interpreta Sam, uomo rimasto vedovo e con un figlio sulle spalle, che decide di cambiare città, dove poi incontra la nuova donna della sua vita, Annie. Il film, costato 21 milioni di dollari, ha incassato 227799884 $, restando in testa alle classifiche del box office di tutto il mondo per le prime due settimane. Con Meg Ryan aveva già lavorato tre anni prima in Joe contro il vulcano (1990), in cui lei interpreta i ruoli di tre sorelle e reciterà successivamente anche nella commedia romantica C'è posta per te (1998) e in Ithaca (2015).
Nello stesso anno viene scelto dal regista premio Oscar Jonathan Demme e recita in Philadelphia nel ruolo di Andrew Beckett, giovane avvocato gay malato di AIDS, che, dopo essere stato licenziato dallo studio legale in cui lavorava, porta in causa i suoi ex datori di lavoro grazie anche alla collaborazione dell'avvocato di colore Joe Miller (interpretato da Denzel Washington). Per interpretare il ruolo di Andy Beckett, Tom Hanks ha dovuto perdere dodici chili e ha anche battuto la concorrenza di Andy García, Michael Keaton e Daniel Day-Lewis. Philadelphia è stato un successo sia in America sia nel resto del mondo, tanto da far vincere a Tom Hanks il Golden Globe, l'Orso d'Argento a Berlino e il suo primo Premio Oscar come miglior attore e a Bruce Springsteen l'Oscar alla miglior canzone.

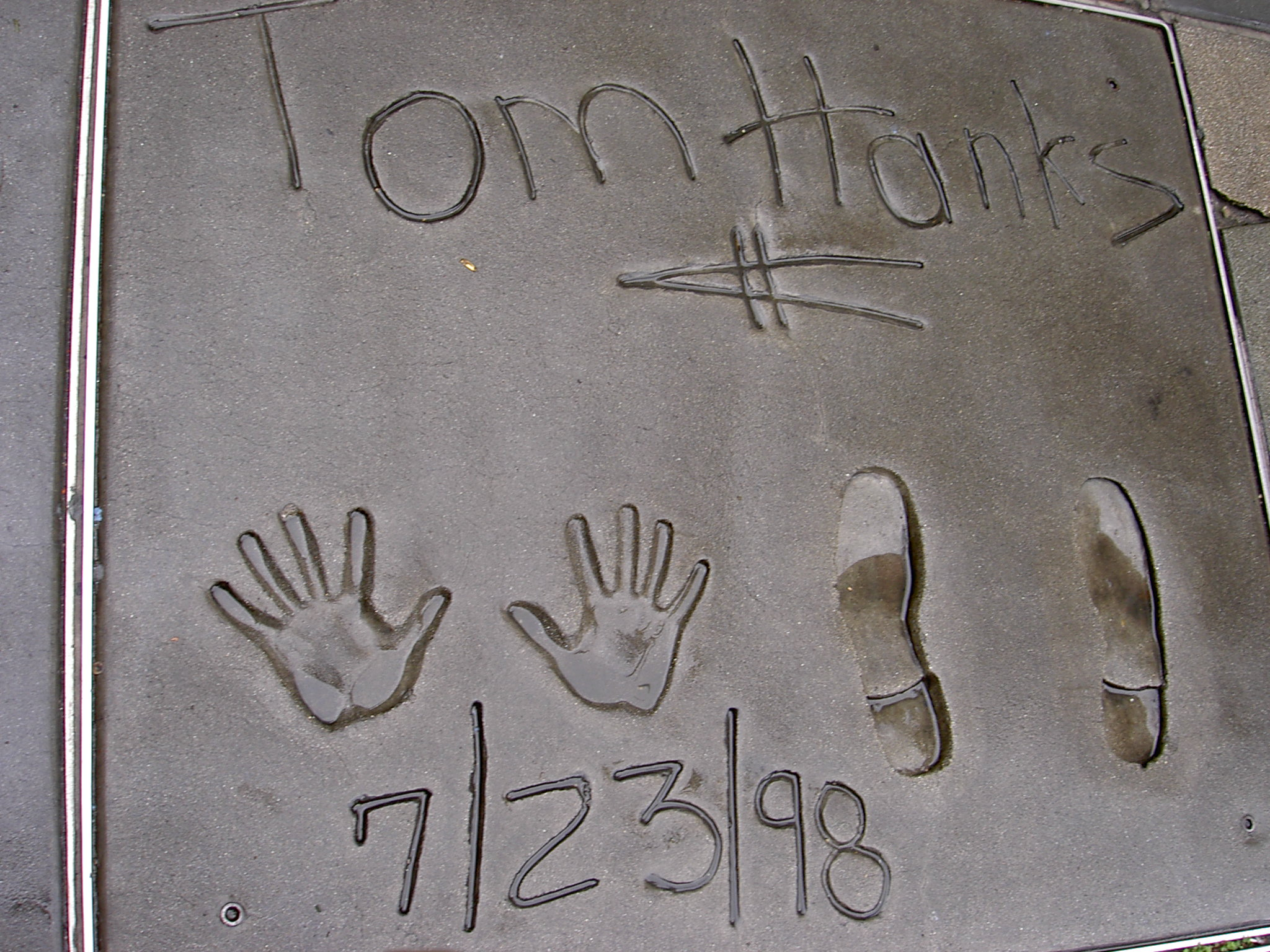
Le impronte di Hanks sul cemento di fronte al Grauman's Chinese Theatre di Hollywood

L'anno seguente torna a vincere l'Oscar, eguagliando così il record di due premi consecutivi di Spencer Tracy, per l'interpretazione del giovane con ritardo mentale Forrest Gump nell'omonimo film di Robert Zemeckis. Tom Hanks aveva rispettivamente 38 e 39 anni quando vinse i due Oscar al miglior attore nel 1994 e 1995, esattamente come Spencer Tracy quando li vinse nel 1938 e nel 1939. Inoltre Forrest Gump ha ricevuto tredici candidature al Premio Oscar, vincendone 6 tra cui miglior film, regia, attore, sceneggiatura non originale, montaggio ed effetti speciali. Con un budget di 55 milioni (8 vennero dati come compenso a Tom Hanks che era da poco reduce delle riprese di Philadelphia) Forrest Gump ha incassato quasi 680 milioni di dollari in tutto il mondo. Nel 1995 torna a lavorare con il regista Ron Howard per il quale interpreta l'astronauta Jim Lovell in Apollo 13, film ispirato all'omonima vicenda accaduta agli astronauti della missione Apollo 13, nel 1970. Il film è stato candidato a 9 premi Oscar (tra cui miglior film e miglior regia) ed è stato inserito dal New York Times nella lista dei 1000 migliori film di sempre.
Nel 1996 fa il suo esordio alla regia con la commedia musicale Music Graffiti, ambientata negli anni Sessanta. Dopo un breve periodo di pausa, nel 1998 lavora con Steven Spielberg nel film Salvate il soldato Ryan. La pellicola, incentrata sullo sbarco in Normandia nel 6 giugno 1944, ottiene buoni consensi di critica e ottimi incassi. Costato 120 milioni di dollari e presentato fuori concorso al Festival di Venezia, il film riceve undici candidature all'Oscar e ne vince cinque: miglior regia, fotografia, montaggio, sonoro ed effetti sonori. Anche Hanks ha ricevuto una candidatura come miglior attore, ma viene battuto da Roberto Benigni per La vita è bella. L'anno seguente interpreta la guardia carceraria Paul Edgcombe ne Il miglio verde, tratto dall'omonimo romanzo di Stephen King.

### Gli anni duemila

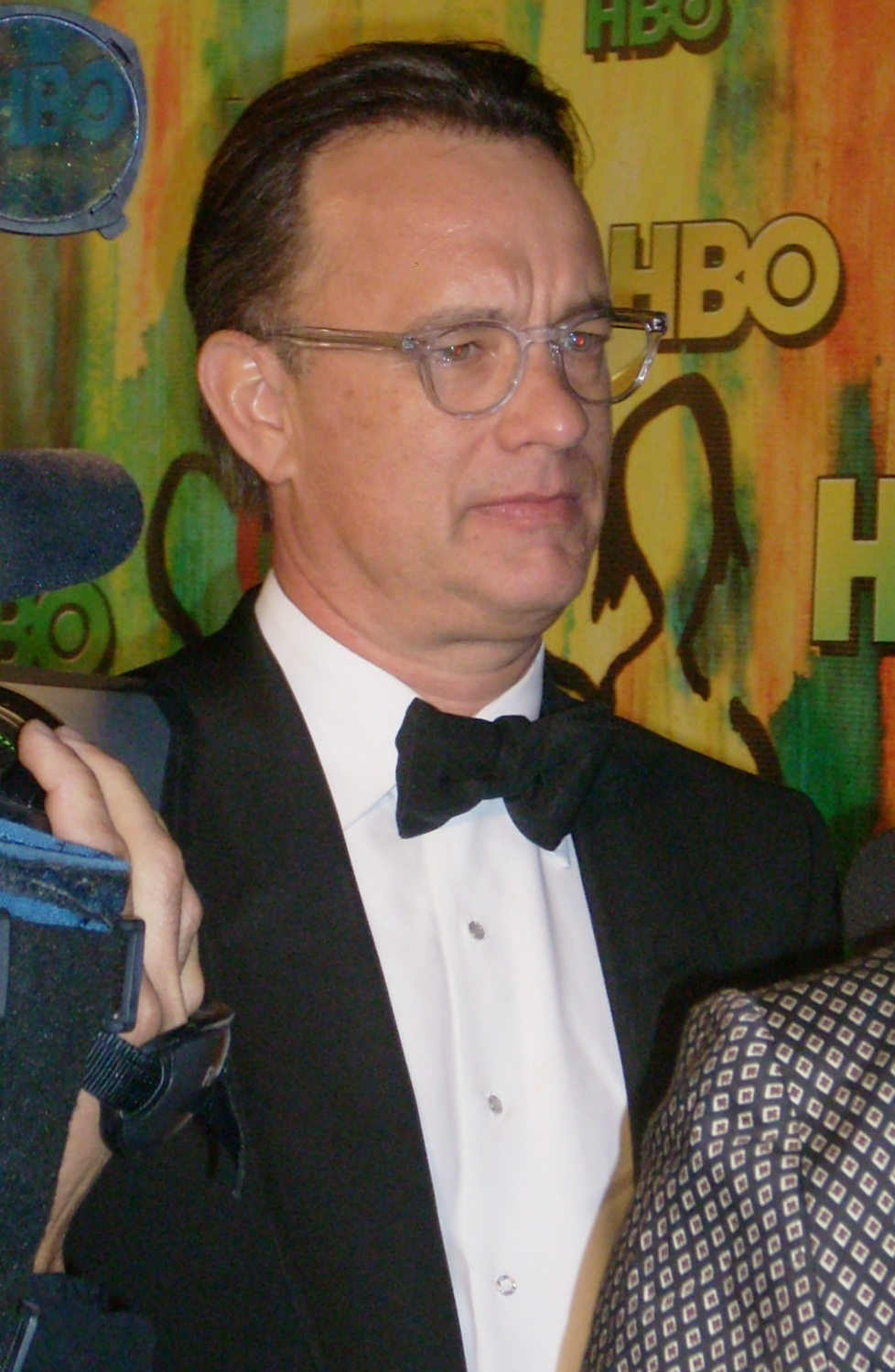
Tom Hanks ai Premi Emmy 2008

Nel 2000 è il protagonista della pellicola Cast Away, diretta da Robert Zemeckis dove interpreta Chuck Noland, agente del servizio espresso Fed Ex che naufraga su un'isola deserta. Il film venne girato in due periodi di tempo separati in mesi diversi. Il motivo della pausa fu la necessità per Tom Hanks di avere a disposizione tempo per perdere venti chili di peso per interpretare la parte del sopravvissuto. Questa sua interpretazione vale all'attore un Golden Globe come miglior attore in un film drammatico e la sua quinta candidatura all'Oscar. Successivamente insieme con Steven Spielberg, e con la collaborazione della HBO, produce la serie televisiva Band of Brothers - Fratelli al fronte (2001).
Nel 2002 interpreta, insieme con Leonardo DiCaprio, Prova a prendermi di Steven Spielberg, basato sulla storia vera di Frank Abagnale Jr., truffatore che, negli anni sessanta, si è spacciato per pilota d'aereo, medico e avvocato. Il film ha incassato circa 164 milioni di dollari e l'attore Christopher Walken ha ricevuto la candidatura come miglior attore non protagonista.
Successivamente ha interpretato la commedia nera de i fratelli Coen Ladykillers, e sempre nello stesso anno, il 2004, torna a lavorare con Spielberg nella commedia The Terminal. Il film è ispirato alla storia vera del rifugiato iraniano Mehran Karimi Nasseri, che nel 1988 visse bloccato nel terminal 1 dell'aeroporto di Parigi Charles de Gaulle.
Nel 2006, nel 2009 e nel 2016 interpreta il professore Robert Langdon, protagonista de Il codice da Vinci, Angeli e demoni e Inferno (tutti diretti da Ron Howard). I tre film sono basati sui romanzi dello scrittore statunitense Dan Brown: tanto i romanzi quanto i film hanno ottenuto un ottimo successo sia di critica sia di pubblico.

### Gli anni duemiladieci
Nel 2011 torna dietro e davanti alla macchina da presa, insieme con Julia Roberts, nella commedia L'amore all'improvviso - Larry Crowne e sempre nello stesso anno è il protagonista, insieme con Sandra Bullock, di Molto forte, incredibilmente vicino tratto dall'omonimo romanzo di Jonathan Safran Foer. Nel 2013 ha debuttato a Broadway nella pièce di Nora Ephron Lucky Guy e per la sua interpretazione ha ricevuto una candidatura al Tony Award al miglior attore protagonista in un'opera teatrale. Sempre nello stesso anno ha interpretato il ruolo del Capitano Richard Philips, in Captain Phillips - Attacco in mare aperto. La pellicola narra del Capitano Phillips al comando della nave portacontainer Maersk Alabama, che incontra un gruppo di pirati somali in una spedizione marittima.
Nel 2015 è protagonista del film Il ponte delle spie, la pellicola ambientata nel 1960, in piena guerra fredda tra USA e URSS, e diretta da Steven Spielberg. L'anno successivo è protagonista del film Sully, diretto da Clint Eastwood. La pellicola narra la storia del Capitano Chesley "Sully" Sullenberger che il 15 gennaio 2009 fu costretto a effettuare un eroico ammaraggio sul fiume Hudson: lo scontro con uno stormo di uccelli aveva causato la rottura di entrambi i motori dell'aereo da lui pilotato. Con questa straordinaria manovra egli salvò la vita a 150 passeggeri e 5 membri dell'equipaggio.
Nella primavera del 2017 è protagonista, accanto ad Emma Watson, del thriller fantascientifico The Circle, tratto dal romanzo Il cerchio di Dave Eggers e diretto da James Ponsoldt. Le riprese della pellicola sono iniziate nel settembre 2015 in California.
Nell'autunno del 2017 ha esordito come scrittore con la raccolta di racconti Tipi non comuni.

### Anni duemilaventi
Nel 2022 per il suo ruolo in Elvis vince due Razzie Awards per il Peggior attore non protagonista e Peggior coppia.

## Vita privata

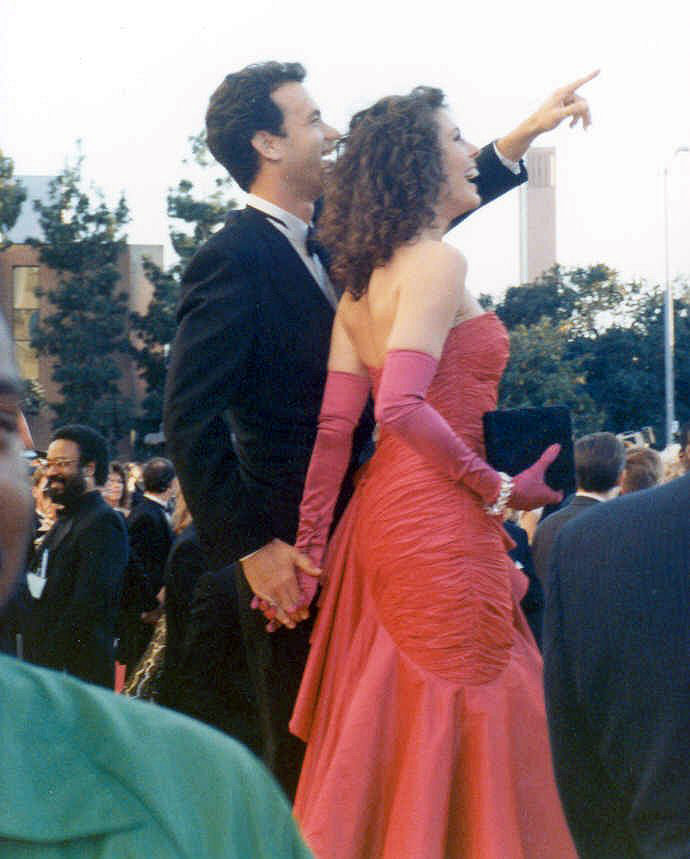
Tom Hanks con la moglie Rita Wilson ai Premi Oscar 1989

È stato sposato dal 1978 al 1987 con l'attrice Samantha Lewes da cui ha avuto due figli: Colin (1977) ed Elizabeth (1982). Da Colin ha avuto due nipoti, Olivia Jane (2011) e Charlotte (2013).
Nel 1988 ha sposato in seconde nozze l'attrice Rita Wilson, che ha conosciuto durante la lavorazione del film Un ponte di guai e dalla quale ha avuto altri due figli: Chester (1990) e Truman Theodore (1995). Il più grande, Chester Marlon "Chet" Hanks, ha avuto il piccolo ruolo di uno studente nel film Indiana Jones e il regno del teschio di cristallo e ha pubblicato un singolo rap nel 2011, Truman ha invece interpretato il padre da giovane nel film Non così vicino. Hanks è di fede ortodossa, religione a cui si è convertito per sposare Rita Wilson.

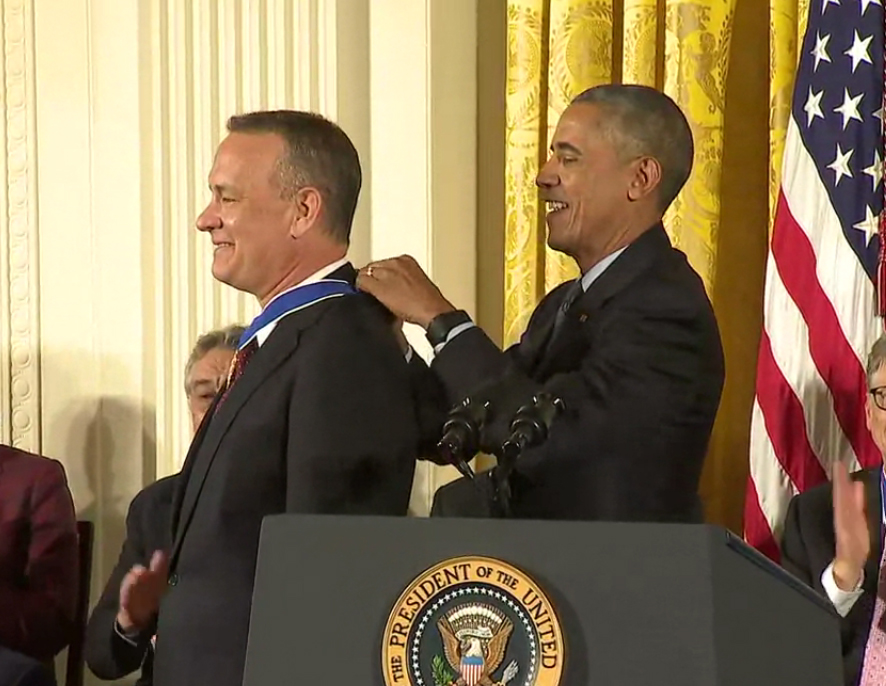
Tom Hanks riceve dal Presidente Obama, la Medaglia presidenziale della libertà nel 2016

Il 7 ottobre 2013, durante una puntata del Late Show, condotta da David Letterman, ha rivelato di essere affetto da diabete mellito di tipo 2.
È anche un appassionato collezionista di macchine per scrivere e le utilizza pressoché quotidianamente.
Nell'agosto 2014 ha sviluppato, insieme alla software house Hitcents, un'applicazione per la piattaforma iOS che rivisita l'esperienza di scrittura con l'iPad, trasformandolo in una macchina per scrivere, dal nome "Hanx Writer". Nel novembre 2014 Hanks ha affermato che avrebbe pubblicato una raccolta di racconti brevi ispirati alla sua collezione.
È fratello maggiore dell'attore Jim Hanks. Fin dalla giovinezza è amico di Bruce Springsteen. Gli è stato intitolato l'asteroide 12818 Tomhanks.
Viene descritto come un uomo mite ed è particolarmente cordiale e amichevole con i suoi fan: nel 2013, mentre interpretava il protagonista nello spettacolo Lucky Guy di Nora Ephron a Broadway, aveva una folla di 300 ammiratori in attesa di un suo sguardo dopo ogni performance; questo è il maggior numero di fan in attesa della loro star preferita dopo lo show per ogni spettacolo di Broadway.
Hanks è la star i cui film hanno registrato il terzo più alto incasso complessivo al botteghino di tutti i tempi in Nord America (USA e Canada), con un totale che ammonta a oltre $4,5 miliardi al solo box office nordamericano e una media di $100,8 milioni per film. In tutto il mondo, i suoi film hanno incassato più di $9,0 miliardi. Il suo patrimonio netto era di $390 milioni nel maggio 2014.
Nel dicembre 2019 gli è stata conferita la cittadinanza onoraria greca. A concederla è stato il presidente Prokopis Pavlopoulos. L'attore hollywoodiano frequenta ogni anno il Paese ellenico, dove è solito trascorrere le vacanze nella sua abitazione sull'isola di Antiparo. La moglie Rita Wilson è greca per parte di madre ed è stata anche la produttrice del film Il mio grosso grasso matrimonio greco.
Hanks è un tifoso della squadra di football americano dei Las Vegas Raiders della National Football League.

## Filmografia

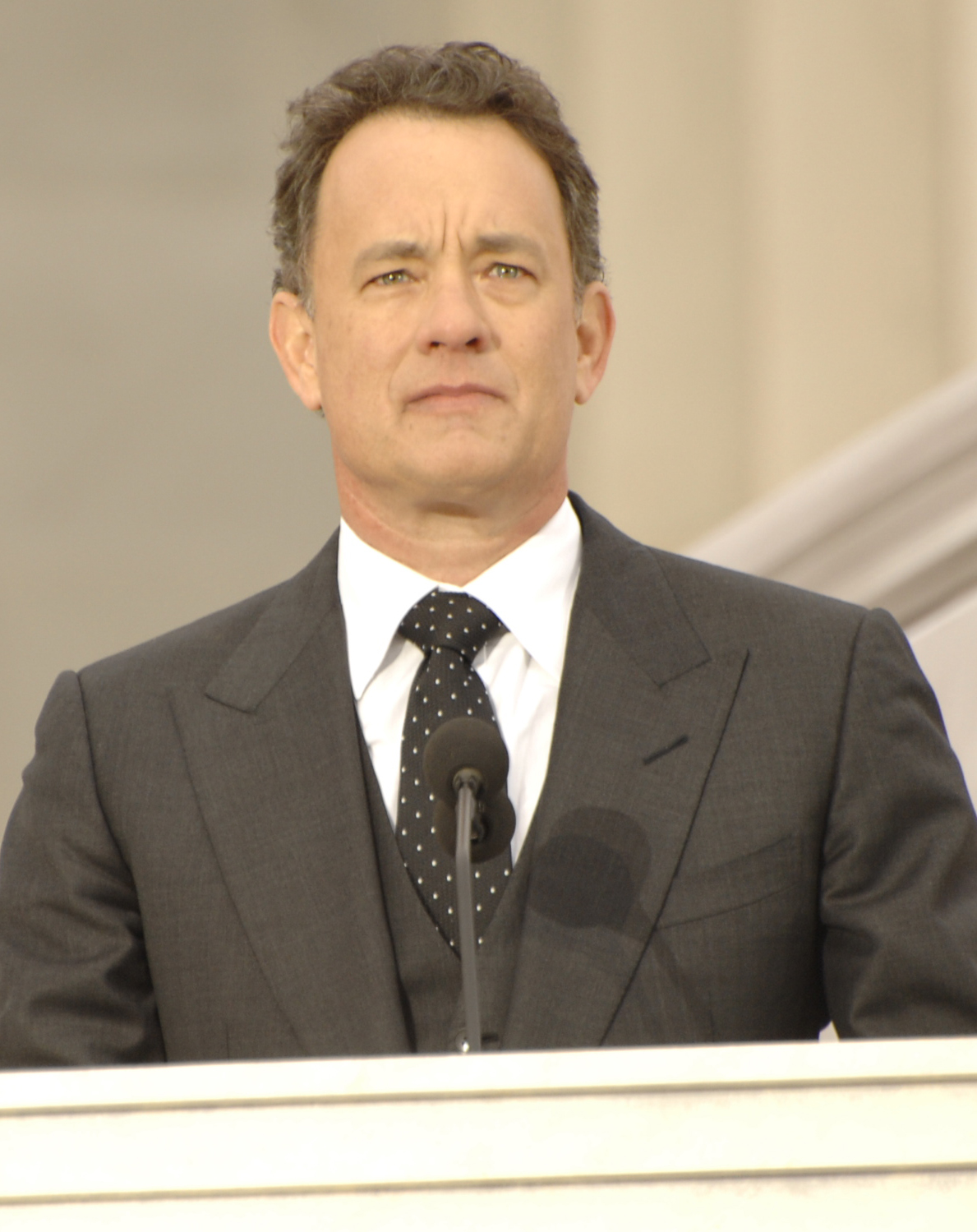
Tom Hanks a Washington nel 2009

### Attore

#### Cinema
- He Knows You're Alone, regia di Armand Mastroianni (1980)
- Bachelor Party - Addio al celibato (Bachelor Party), regia di Neal Israel (1984)
- Splash - Una sirena a Manhattan (Splash), regia di Ron Howard (1984)
- L'uomo con la scarpa rossa (The Man with One Red Shoe), regia di Stan Dragoti (1985)
- Un ponte di guai (Volunteers), regia di Nicholas Meyer (1985)
- Casa, dolce casa? (The Money Pit), regia di Richard Benjamin (1986)
- Niente in comune (Nothing in Common), regia di Garry Marshall (1986)
- Dirsi addio (Every Time We Say Goodbye), regia di Moshé Mizrahi (1986)
- La retata (Dragnet), regia di Tom Mankiewicz (1987)
- Big, regia di Penny Marshall (1988)
- L'ultima battuta (Punchline), regia di David Seltzer (1988)
- L'erba del vicino (The 'burbs), regia di Joe Dante (1989)
- Turner e il casinaro (Turner & Hooch), regia di Roger Spottiswoode (1989)
- Joe contro il vulcano (Joe Versus the Volcano), regia di John Patrick Shanley (1990)
- Il falò delle vanità (The Bonfire of the Vanities), regia di Brian De Palma (1990)
- Il grande volo (Radio Flyer), regia di Richard Donner (1992) - cameo non accreditato
- Ragazze vincenti (A League of Their Own), regia di Penny Marshall (1992)
- Insonnia d'amore (Sleepless in Seattle), regia di Nora Ephron (1993)
- Philadelphia, regia di Jonathan Demme (1993)
- Forrest Gump, regia di Robert Zemeckis (1994)
- Apollo 13, regia di Ron Howard (1995)
- Music Graffiti (That Thing You Do!), regia di Tom Hanks (1996)
- Salvate il soldato Ryan (Saving Private Ryan), regia di Steven Spielberg (1998)
- C'è posta per te (You've Got Mail), regia di Nora Ephron (1998)
- Il miglio verde (The Green Mile), regia di Frank Darabont (1999)
- Cast Away, regia di Robert Zemeckis (2000)
- Era mio padre (Road to Perdition), regia di Sam Mendes (2002)
- Prova a prendermi (Catch Me If You Can), regia di Steven Spielberg (2002)
- The Terminal, regia di Steven Spielberg (2004)
- Ladykillers (The Ladykillers), regia di Joel ed Ethan Coen (2004)
- Se ti investo mi sposi? (Elvis Has Left the Building), regia di Joel Zwick (2004) - cameo
- Il codice da Vinci (The Da Vinci Code), regia di Ron Howard (2006)
- La guerra di Charlie Wilson (Charlie Wilson's War), regia di Mike Nichols (2007)
- The Great Buck Howard, regia di Sean McGinly (2008)
- Angeli e demoni (Angels & Demons), regia di Ron Howard (2009)
- L'amore all'improvviso - Larry Crowne (Larry Crowne), regia di Tom Hanks (2011)
- Molto forte, incredibilmente vicino (Extremely Loud and Incredibly Close), regia di Stephen Daldry (2011)
- Cloud Atlas, regia di Andy, Lana Wachowski e Tom Tykwer (2012)
- Captain Phillips - Attacco in mare aperto (Captain Phillips), regia di Paul Greengrass (2013)
- Saving Mr. Banks, regia di John Lee Hancock (2013)
- Ithaca - L'attesa di un ritorno (Ithaca), regia di Meg Ryan (2015)
- Il ponte delle spie (Bridge of Spies), regia di Steven Spielberg (2015)
- Aspettando il re (A Hologram for the King), regia di Tom Tykwer (2016)
- Inferno, regia di Ron Howard (2016)
- Sully, regia di Clint Eastwood (2016)
- The Circle, regia di James Ponsoldt (2017)
- The Post, regia di Steven Spielberg (2017)
- Un amico straordinario (A Beautiful Day in the Neighborhood), regia di Marielle Heller (2019)
- Greyhound - Il nemico invisibile (Greyhound), regia di Aaron Schneider (2020)
- Borat - Seguito di film cinema (Borat Subsequent Moviefilm: Delivery of Prodigious Bribe to American Regime for Make Benefit Once Glorious Nation of Kazakhstan), regia di Jason Woliner (2020) - cameo
- Notizie dal mondo (News of the World), regia di Paul Greengrass (2020)
- Finch, regia di Miguel Sapochnik (2021)
- Elvis, regia di Baz Luhrmann (2022)
- Pinocchio, regia di Robert Zemeckis (2022)
- Non così vicino (A Man Called Otto), regia di Marc Forster (2022)
- Asteroid City, regia di Wes Anderson (2023)
- Here, regia di Robert Zemeckis (2024)
- Freaky Tales, regia di Ryan Fleck e Anna Boden (2024)
- La trama fenicia (The Phoenician Scheme), regia di Wes Anderson (2025)

#### Televisione
- Henry e Kip (Bosom Buddies) – serie TV, 37 episodi (1980-1982)
- Love Boat (The Love Boat) – serie TV, episodio 4x01 (1980)
- Taxi – serie TV, episodio 4x23 (1982)
- Happy Days – serie TV, episodio 10x05 (1982)
- Labirinti e mostri (Mazes and Monsters), regia di Steven Hilliard Stern – film TV (1982)
- Casa Keaton (Family Ties) – serie TV, 3 episodi (1983-1984)
- I racconti della cripta (Tales from the Crypt) – serie TV, 1 episodio (1992)
- Fallen Angels – serie TV, 1 episodio (1993)
- Dalla Terra alla Luna (From the Earth to the Moon) – miniserie TV, 1 puntata (1998)
- Scene by Scene – serie TV, 1 episodio (2001)
- Band of Brothers - Fratelli al fronte (Band of Brothers) – miniserie TV, 1 puntata (2001) - cameo non accreditato
- Freedom: A History of Us – serie TV, 7 episodi (2003)
- The Pacific – miniserie TV, 6 puntate (2010)
- 30 Rock – serie TV, 2 episodi (2011)
- Electric City – serie TV, 21 episodi - serie di cortometraggi (2012)
- Killing Lincoln, regia di Adrian Moat – film TV (2013)
- 1883 – miniserie TV, puntata 2 (2021)[30]
- The Americas (serie televisiva 2025) - Docuserie,  11 episodi (2025)

#### Documentari
- Lo schermo velato (The Celluloid Closet), regia di Rob Epstein (1995)
- The Americas (2025) - voce

#### Videoclip
- I Really Like You di Carly Rae Jepsen (2015)

### Doppiatore
- Toy Story - Il mondo dei giocattoli (Toy Story), regia di John Lasseter (1995)
- Toy Story Activity Center - videogioco (1996)
- Toy Story 2 - Woody e Buzz alla riscossa (Toy Story 2), regia di Ash Brannon, John Lasseter e Lee Unkrich (1999)
- Toy Story 2: Woody e Buzz alla riscossa! - videogioco (1999)
- Polar Express (The Polar Express), regia di Robert Zemeckis (2004)
- Magnificent Desolation: Walking on the Moon 3D, regia di Mark Cowen - cortometraggio (2005)
- Cars - Motori ruggenti (Cars), regia di John Lasseter (2006)
- I Simpson - Il film (The Simpsons Movie), regia di David Silverman (2007)
- Beyond All Boundaries, regia di David Briggs - cortometraggio (2009)
- Toy Story 3 - La grande fuga (Toy Story 3), regia di Lee Unkrich (2010)
- The Pacific - miniserie TV (2010)
- Vacanze hawaiiane, regia di Gary Rydstrom - cortometraggio (2010)
- Buzz a sorpresa (Small Fry), regia di Angus MacLane - cortometraggio (2011)
- Non c'è festa senza Rex (Partysaurus Rex), regia di Mark Walsh - cortometraggio (2012)
- Toy Story of Terror!, regia di Angus MacLane - cortometraggio (2013)
- Toy Story: Tutto un altro mondo (Toy Story That Time Forgot), regia di Steve Purcell - cortometraggio (2014)
- Toy Story 4, regia di Josh Cooley (2019)
- I Greens in città (Big City Greens) - serie TV, episodio 2x16 (2020)

### Produttore
- Dalla Terra alla Luna (From the Earth to the Moon) - miniserie TV, 12 episodi (1998)
- The American Experience - serie TV, 1 episodio (2000)
- Cast Away, regia di Robert Zemeckis (2000)
- Band of Brothers - Fratelli al fronte - miniserie TV, 10 episodi (2001)
- Il mio grosso grasso matrimonio greco (My Big Fat Greek Wedding), regia di Joel Zwick (2001)
- We Stand Alone Together, regia di Mark Cowen - documentario (2001)
- My Big Fat Greek Life - serie TV, 7 episodi (2003)
- Connie e Carla (Connie and Carla), regia di Michael Lembeck (2004)
- Polar Express (The Polar Express), regia di Robert Zemeckis (2004)
- We're with the Band, regia di Johanna Stein - documentario (2005)
- Magnificent Desolation: Walking on the Moon 3D, regia di Mark Cowen - cortometraggio (2005)
- Neil Young: Heart of Gold, regia di Jonathan Demme (2006)
- Ant Bully - Una vita da formica (Ant Bully), regia di John A. Davis (2006)
- Starter for 10 - serie TV (2006)
- Big Love - serie TV, 50 episodi (2006-2011)
- Big Love: In the Beginning - serie TV, 3 episodi (2007)
- Un'impresa da Dio (Evan Almighty), regia di Tom Shadyac (2007)
- La guerra di Charlie Wilson (Charlie Wilson's War), regia di Mike Nichols (2007)
- The Great Buck Howard, regia di Sean McGinly (2008)
- John Adams - miniserie TV, 7 episodi (2008)
- David McCullough: Painting with Words, regia di Mark Herzog - documentario (2008)
- Mamma Mia!, regia di Phyllida Lloyd (2008)
- Ember - Il mistero della città di luce (City of Ember), regia di Gil Kenan (2008)
- Le mie grosse grasse vacanze greche (My Life in Ruins), regia di Mike Reiss (2009)
- Nel paese delle creature selvagge (Where the Wild Things Are), regia di Spike Jonze (2009)
- Beyond All Boundaries, regia di David Briggs - cortometraggio (2009)
- The 25th Anniversary Rock and Roll Hall of Fame Concert - programma TV (2009)
- The Pacific - miniserie TV, 10 episodi (2010)
- The 3 Minute Talk Show - programma TV, 12 episodi (2011)
- L'amore all'improvviso - Larry Crowne (Larry Crowne), regia di Tom Hanks (2011)
- He Has Seen War, regia di Mark Herzog - documentario (2011)
- Game Change, regia di Jay Roach - film TV (2012)
- The 2012 Rock and Roll Hall of Fame Induction Ceremony - programma TV (2012)
- Electric City - serie TV (2012)
- The 2013 Rock and Roll Hall of Fame Induction Ceremony - programma TV (2013)
- Parkland, regia di Peter Landesman (2013)
- The Sixties - serie TV, 1 episodio (2013)
- The Assassination of President Kennedy - documentario (2013)
- Olive Kitteridge - miniserie TV (2014)
- The Circle, regia di James Ponsoldt (2017)
- The Silent Man (Mark Felt: The Man Who Brought Down the White House), regia di Peter Landesman (2017)
- Greyhound - Il nemico invisibile (Greyhound), regia di Aaron Schneider (2020)
- Non così vicino (A Man Called Otto), regia di Marc Forster (2022)
- Masters of the Air - miniserie TV, 9 episodi (2024)

### Regista
- I racconti della cripta - serie TV, 1 episodio (1992)
- A League of Their Own - serie TV, 1 episodio (1993)
- Fallen Angels - serie TV, 1 episodio (1993)
- Vault of Horror I - film TV (1994)
- Music Graffiti (That Thing You Do!, 1996)
- Dalla Terra alla Luna (From the Earth to the Moon) – miniserie TV, 1 episodio (1998)
- Band of Brothers - Fratelli al fronte - miniserie TV (2001)
- L'amore all'improvviso - Larry Crowne (Larry Crowne, 2011)

### Sceneggiatore
- Music Graffiti (That Thing You Do!), regia di Tom Hanks (1996)
- Dalla Terra alla Luna (From the Earth to the Moon) – miniserie TV, 4 puntate (1998)
- Band of Brothers - Fratelli al fronte - miniserie TV, 1 puntata (2001)
- Magnificent Desolation: Walking on the Moon 3D, regia di Mark Cowen - cortometraggio (2005)
- L'amore all'improvviso - Larry Crowne (Larry Crowne), regia di Tom Hanks (2011)
- Electric City - serie TV, 1 episodio (2013)
- Greyhound - Il nemico invisibile (Greyhound), regia di Aaron Schneider (2020)

## Teatro
- Mandragola, di Niccolò Machiavelli, regia di Dan Southern. Riverside Shakespeare Company di New York (1979)
- Lucky Guy, di Nora Ephron, regia di George C. Wolfe. Broadhurst Theatre di Broadway (2013)
- Enrico IV, parte I e II, di William Shakespeare, regia di Daniel Sullivan. The Japanese Gardens di Los Angeles (2018)

## Riconoscimenti
- Premio Oscar
  - 1989 – Candidatura al miglior attore per Big
  - 1994 – Miglior attore per Philadelphia
  - 1995 – Miglior attore per Forrest Gump
  - 1999 – Candidatura al miglior attore per Salvate il soldato Ryan
  - 2001 – Candidatura al miglior attore per Cast Away
  - 2020 – Candidatura al miglior attore non protagonista per Un amico straordinario
- Golden Globe
  - 1988 – Miglior attore in un film commedia o musicale per Big
  - 1993 – Candidatura al miglior attore in un film commedia o musicale per Insonnia d'amore
  - 1994 – Miglior attore in un film drammatico per Philadelphia
  - 1995 – Miglior attore in un film drammatico per Forrest Gump
  - 1999 – Candidatura al miglior attore in un film drammatico Salvate il soldato Ryan
  - 2001 – Miglior attore in un film drammatico per Cast Away
  - 2008 – Candidatura al miglior attore in un film commedia o musicale per La guerra di Charlie Wilson
  - 2018 – Candidatura al miglior attore in un film drammatico per The Post
  - 2020 – Premio Cecil B. DeMille alla carriera
  - 2020 – Candidatura al miglior attore non protagonista per Un amico straordinario
- BAFTA
  - 1995 – Candidatura al miglior attore per Forrest Gump
  - 1999 – Candidatura al miglior attore per Salvate il soldato Ryan
  - 2001 – Candidatura al miglior attore protagonista per Cast away
  - 2004 – BAFTA Stanley Kubrick Britannia Award for Excellence in Film
- Screen Actors Guild Awards
  - 1995 – Miglior attore protagonista per Forrest Gump
  - 1996 – Miglior cast per Apollo 13
  - 1999 – Candidatura al miglior cast per Salvate il soldato Ryan
  - 1999 – Candidatura al miglior attore per Salvate il soldato Ryan
  - 2000 – Candidatura al miglior cast per Il miglio verde
  - 2001 – Candidatura al miglior attore per Cast away
- American Comedy Award
  - 1995 – Attore più divertente Forrest Gump
- Annie Award
  - 1996 – Miglior doppiaggio Toy Story
- Chicago Film Critics Association Award
  - 1993 – Candidatura al miglior attore protagonista per Philadelphia
  - 1994 – Miglior attore protagonista per Forrest Gump
  - 1999 – Candidatura al miglior attore protagonista Salvate il soldato Ryan
  - 2001 – Miglior attore protagonista per Cast away
- Chlotrudis Award
  - 1995 – Candidatura miglior attore protagonista per Forrest Gump
- Dallas-Fort Worth Film Critics Association Award
  - 1994 – Candidatura al miglior attore protagonista per Philadelphia
  - 1995 – Miglior attore protagonista per Forrest Gump
- David di Donatello
  - 1995 – Candidatura al miglior attore straniero per Forrest Gump
- Emmy Awards
  - 1998 – Miglior Miniserie per Dalla Terra alla Luna
  - 1998 – Candidatura al miglior regia di una miniserie per Dalla Terra alla Luna
  - 2003 – Miglior miniserie per Band of Brothers
  - 2003 – Candidatura al miglior sceneggiatura per Band of Brothers
  - 2009 – Candidatura al miglior miniserie per John Adams
  - 2011 – Miglior miniserie per The Pacific
  - 2011 – Miglior programma varietà, musicale o comico per The Daily Show
  - 2011 – Candidatura al miglior speciale musicale per The 25th Anniversary Rock And Roll Hall Of Fame Concert
  - 2012 – Miglior miniserie per Game Change
- Empire Award
  - 1999 – Miglior attore per Salvate il soldato Ryan
- Festival internazionale del cinema di Berlino
  - 1994 – Orso d'argento per il miglior attore per Philadelphia
- Hollywood Film Festival
  - 2003 – Attore dell'anno
- IGN Awards
  - 2011 – Eroe preferito per Toy Story 3
  - 2011 – Miglior cast per Toy Story 3
- Jupiter Award
  - 1994 – Miglior attore internazionale per Forrest Gump
- Kansas City Film Critics Circle Award
  - 1995 – Miglior attore protagonista per Forrest Gump
- London Critics Circle Film Awards
  - 1999 – Candidatura per Salvate il soldato Ryan
- MTV Movie Award
  - 1994 – Migliore performance maschile per Philadelphia
  - 1994 – Candidatura al miglior coppia (condiviso con Denzel Washington) per Philadelphia
  - 1995 – Candidatura al migliore performance maschile per Forrest Gump
- National Board of Review Award
  - 1994 – Miglior attore protagonista per Forrest Gump
- New York Film Critics Circle Awards
  - 2000 – Miglior attore per Cast away
- Online Film Critics Society Award
  - 1999 – Miglior cast per Salvate il soldato Ryan
  - 2001 – Miglior attore per Cast away
- Satellite Award
  - 2003 – Candidatura al miglior attore per Era mio padre
- Saturn Award
  - 1988 – Miglior attore per Big
  - 1995 – Candidatura al miglior attore protagonista per Forrest Gump
- Southeastern Film Critics Association Award
  - 1995 – Miglior attore protagonista per Forrest Gump
- People's Choice Awards
  - 1996 – Miglior attore per Apollo 13
  - 2005 – Candidatura all'attore cinematografico preferito
  - 2012 – Attore preferito
  - 2017 – Candidatura all'attore preferito in un film
  - 2017 – Attore preferito in un film drammatico
- Producers Guild of America Award
  - 2011 – Premio alla carriera
  - 2012 – Long-form television per Game Change
- Tony Awards
  - 2013 – Candidatura al miglior attore per Lucky Guy
- Vegas Movie Awards
  - 2019 – EXEC. PRODUCER per Generations
- Razzie Awards
  - 2022 – Premio Peggior coppia a Tom Hanks & la sua faccia piena di lattice (insieme al suo ridicolo accento) in Elvis[31]
Premio come Peggior attore non protagonista, per il ruolo del col. Tom Parker in Elvis
Candidatura come Peggior attore, per il ruolo di Geppetto, in Pinocchio

## Doppiatori italiani
Nelle versioni in italiano delle opere in cui ha recitato, Tom Hanks è stato doppiato da:
- Angelo Maggi ne Lo schermo velato, Cast Away, Prova a prendermi, The Terminal, 30 Rock, La guerra di Charlie Wilson, The Pixar Story, Molto forte, incredibilmente vicino, Cloud Atlas, Captain Phillips - Attacco in mare aperto, Saving Mr. Banks, Ithaca - L'attesa di un ritorno, Il ponte delle spie, Sully, The Circle, Spielberg[33], The Post, Un amico straordinario, Greyhound - Il nemico invisibile, Finch, 1883, Elvis, Pinocchio, Non così vicino, Asteroid City, La trama fenicia
- Roberto Chevalier in Un ponte di guai, L'ultima battuta, L'erba del vicino, Il falò delle vanità, Il grande volo, Ragazze vincenti, Insonnia d'amore, Philadelphia, Fallen Angels, Apollo 13, C'è posta per te, Dalla Terra alla Luna, Il miglio verde, Il codice da Vinci, Angeli e demoni, L'amore all'improvviso - Larry Crowne, Killing Lincoln, Aspettando il re, Inferno, Borat - Seguito di film cinema, Notizie dal mondo, Here
- Tonino Accolla in Splash - Una sirena a Manhattan, Casa, dolce casa?, Dirsi addio, La retata, Turner e il casinaro, Joe contro il vulcano, Music Graffiti
- Massimo Rossi in Happy Days, L'uomo con la scarpa rossa, Big, Ladykillers
- Massimo Giuliani in Casa Keaton, Niente in comune
- Luca Ward in Bachelor Party - Addio al celibato
- Carlo Cosolo in Henry e Kip
- Raffaele Farina ne I racconti della cripta
- Francesco Pannofino in Forrest Gump
- Francesco Prando in Salvate il soldato Ryan
- Fabrizio Pucci in Era mio padre
- Marco Vivio in Labirinti e mostri (ridoppiaggio)
- Gianluca Iacono in Casa, dolce casa? (ridoppiaggio)

Da doppiatore è sostituito da:
- Fabrizio Frizzi in Toy Story - Il mondo dei giocattoli, Toy Story 2 - Woody e Buzz alla riscossa, Cars - Motori ruggenti, Toy Story 3 - La grande fuga, Vacanze hawaiiane, Buzz a sorpresa, Non c'è festa senza Rex, Toy Story of Terror!, Toy Story: Tutto un altro mondo
- Angelo Maggi in Polar Express (padre), I Simpson - Il film, Toy Story 4, I Greens in città, The Americas
- Francesco Pannofino in Polar Express (controllore, vagabondo, Babbo Natale)
- Roberto Chevalier in The Pacific

## Opere letterarie
- Tipi non comuni (Uncommon Type), Milano, Bompiani, 2017 ISBN 9788845294907
- Nascita di un capolavoro del cinema (The Making of Another Major Motion Picture Masterpiece), Milano, Bompiani, 2023 ISBN 9788830107267